# Montreuil-le-Chétif
Montreuil-le-Chétif ist eine französische Gemeinde mit 313 Einwohnern im Département Sarthe in der Region Pays de la Loire.

## Geographie

### Lage
Montreuil-le-Chétif befindet sich etwa in der Mitte zwischen Sillé-le-Guillaume und Fresnay-sur-Sarthe an der D310.

### Nachbargemeinden
|                 | Douillet                                    | Saint-Aubin-de-Locquenay |
| Mont-Saint-Jean | Kompassrose, die auf Nachbargemeinden zeigt | Moitron-sur-Sarthe       |
|                 | Pezé-le-Robert                              | Ségrie                   |

## Geschichte

### Einwohnerentwicklung
Zu Beginn der Aufzeichnung der Bevölkerungszahl 1793 hatte Montreuil 928 Einwohner, diese Zahl ist bis 1831 auf 1228 Einwohner gestiegen und danach aber relativ konstant gefallen. 1999 erreichte Montreuil die geringste Bevölkerungszahl mit 287 Einwohnern, seitdem ist die Zahl wieder gestiegen und hat 2011 wieder 316 erreicht.
| Jahr      | 1962 | 1968 | 1975 | 1982 | 1990 | 1999 | 2007 | 2015 |
| --------- | ---- | ---- | ---- | ---- | ---- | ---- | ---- | ---- |
| Einwohner | 435  | 445  | 359  | 339  | 291  | 287  | 310  | 302  |

## Bevölkerung
Die unter 15-Jährigen machen in Montreuil die zweitgrößte Gruppe neben den 30- bis 44-Jährigen aus, dennoch sind fast 30 % der Bevölkerung über 60. Montreuil hat, wie viele Gemeinden in dieser Region, mit einer überalterten Bevölkerung und Landflucht zu kämpfen. Der Anteil der 15- bis 30-Jährigen seit 2006 um drei Prozent abgenommen, trotzdem hat aber der Anteil der unter 15-Jährigen um zwei Prozent zugenommen.
| Männer | Alterstufe    | Frauen |
| ------ | ------------- | ------ |
| 22,0   | 0–14 Jahre    | 18,9   |
| 12,8   | 15–29 Jahre   | 14,0   |
| 22,0   | 30–44 Jahre   | 20,3   |
| 17,7   | 45–59 Jahre   | 17,5   |
| 16,5   | 60–74 Jahre   | 11,9   |
| 9,1    | 75–89 Jahre   | 14,7   |
| 0,0    | über 90 Jahre | 2,8    |

## Politik
Die Generalrätin für den Kanton Fresnay-sur-Sarthe, in dem sich auch Montreuil befindet, ist die Bürgermeisterin von Fresnay-sur-Sarthe Fabienne Labrette-Ménager (UMP). In der Nationalversammlung wird Montreuil durch die Abgeordnete des ersten Wahlkreises des Départements Sarthe Françoise Dubois (PS) vertreten.

### Politische Tendenzen
Die politischen Verhältnisse in Montreuil sind sehr konservativ geprägt, seit 2002 erreichten die Präsidentschaftskandidaten der UMP bzw. des RPR, bei einer Wahlbeteiligung von weit über 80 %, immer die deutliche Mehrheit. Bei den Parlamentswahlen lag die Wahlbeteiligung seit 2002 zwischen 60 und 67 % und auch hier erreichten die Kandidaten der UMP immer die Mehrheit.
Die Europawahlen zeichnen sich durch eine schlechte Wahlbeteiligung aus, seit 2004 konnte nie eine Beteiligung über 50 % erreicht werden. 2002 erhielt die PS am meisten Stimmen, 2009 die UMP und 2014 der FN. Bei den Referenden über den Vertrag von Maastricht und den Vertrag über eine Verfassung für Europa wurden Wahlbeteiligungen von über 70 % erreicht, wobei sich zeigte, dass die Bevölkerung von Montreuil der Europäischen Union gegenüber kritisch eingestellt ist, weil beide Verträge abgelehnt wurden.

### Gemeinderat und Bürgermeister
Die letzten Kommunalwahlen (élections municipales) in Montreuil-le-Chétif fanden am 23. März 2014 statt. Zum ersten Wahlgang gab es vierzehn Kandidaten. Der Gemeinderat (conseil municipal) wurde in Direktwahl gewählt. Alle elf Sitze konnten im ersten Wahlgang besetzt werden, da elf Kandidaten die absolute Mehrheit der Stimmen erhielten, damit war kein zweiter Wahlgang notwendig.
Der Gemeinderat hat aus seiner Mitte Marie-France Guyon zur Bürgermeisterin (Maire) sowie Patrice Julienne und Laurent Lechat zu Beigeordneten (Adjoints) gewählt.

## Kultur und Sehenswürdigkeiten

### Bauwerke
- Kirche Saint Sulpice aus dem 11. Jahrhundert,
- Château les Touchettes aus dem 14. Jahrhundert und
- Herrenhaus von Bernay (Manoir de Bernay) aus dem 14. und 15. Jahrhundert (seit 2008 Monument historique).

## Wirtschaft und Infrastruktur

### Bildung
Montreuil befindet sich in einem schulischen Zweckverband mit Saint-Aubin-de-Locquenay und Moitron-sur-Sarthe. Die gemeinsame Schule befindet sich in Saint-Aubin-de-Locquenay.

### Unternehmen
Die Wirtschaft in Montreuil ist landwirtschaftlich geprägt. Es gibt keine größeren Unternehmen oder gar Industrie. Im kleinen Ortskern gibt es einen Tabakladen, eine Bäckerei, eine Autowerkstatt und eine Zimmerei, des Weiteren gibt es in Montreuil ein landwirtschaftliches Lohnunternehmen.
Größere Geschäfte, Supermärkte, Fleischer usw. gibt es in den nahe gelegenen Städten Sillé-le-Guillaume und Fresnay-sur-Sarthe.

### Verkehr
Montreuil liegt an der D310. Die D310 führt über Fresnay-sur-Sarthe zur D338 und zur A28 (E402), die beide Achsen zwischen Alençon und Le Mans sind.